# 3213 Смоленськ
3213 Смоленськ (3213 Smolensk) — астероїд головного поясу, відкритий 14 липня 1977 року.
Тіссеранів параметр щодо Юпітера — 3,175.